# Pedro Lombardo
Pedro Lombardo (aportuguesamento de Petrus Lombardus) foi um filósofo escolástico do século XII nascido por volta de 1100 em Lumellogno, perto de Novara, no norte da Itália, e falecido em 21/22 de Julho de 1160, ainda que haja algumas dúvidas sobre o ano exato do seu falecimento.

## Vida
De origem humilde, Pedro provavelmente começou seus estudos nas escolas catedralícias de Novara e Lucca, onde manteve contato com Otão, bispo de Lucca, que por sua vez recomendou-o a Bernardo de Claraval. Com o patrocínio de Bernardo, Pedro Lombardo foi estudar em Paris com os canônicos da Abadia de São Vítor, onde conviveu com Pedro Abelardo e Hugo de São Vitor, dois dos maiores teólogos da época. Sabe-se também que, antes de vir para Paris, tinha estudado em Reims. Cerca de 1145, dez anos após chegar à cidade, Pedro tornou-se magister (professor) da escola catedralícia de Notre Dame em Paris. Em 1159 foi eleito bispo de Paris. Exerceu o cargo por pouco tempo, falecendo logo em 1160 e sendo sucedido por Maurício de Sully, o construtor da Catedral de Notre-Dame da cidade.

## Obra
Pedro Lombardo escreveu comentários sobre os Salmos e sobre as cartas de São Paulo, mas sua obra mais célebre é o Quatuor libri sententiarum, os Quatro Livros das Sentenças, derivados dos textos de suas aulas na escola catedralícia. As Sentenças são uma cuidadosa compilação de textos bíblicos e frases (sentenças) de Padres da Igreja e outros pensadores medievais que juntos compõem uma detalhada exposição da teologia cristã da época. Para a redação da sua obra, Pedro utilizou tanto os escritos da escola como a Summa Sententiarum de Otão de Lucca e a obra de pensadores como Ivo de Chartres, Graciano, Hugo de São Vitor e Pedro Abelardo. A importância das Sentenças na filosofia escolástica medieval é evidenciada pelo fato de que, nos séculos seguintes, a obra foi comentada por pensadores como Alberto Magno, Boaventura, Tomás de Aquino e Duns Escoto.